# Opičí klec (protipartyzánská operace)
Opičí klec (rusky Клетка обезьяны, německy Operation Affenkäfig) byl krycí název pro kárnou (trestnou) protipartyzánskou operaci v oblasti měst Haradok a Jezjarišča (bělorusky Езярышча) v okupovaném Bělorusku a Něvel v okupované části RSFSR od 11. listopadu do 14. listopadu 1942.

## Výchozí podmínky a cíle operace
Partyzánský odboj vznikl v okolí města Suraž již v roce 1941, neboť německá armáda postupovala tak rychle, že v lesích skončilo množství sovětských vojáků z rozbitých divizí, ale také muži, kteří nestihli být mobilizováni do Rudé armády. Již v průběhu srpna – září 1941 provedli partyzáni 27 přepadů, ve kterých zničili 14 vozů, 18 cisteren s palivem a 8 mostů. 12. září 1941 zničili německá kasárna ve městě Suraž.
V oblasti předpokládané operace se německé okupační síly soustředily na kontrolu klíčových měst, ochranu železniční trati a hlavních dopravních cest, které však partyzáni začali významným způsobem ohrožovat. Proto velitelství týlového zabezpečení skupiny armád Střed 9. listopadu 1942 vydalo rozkaz k operaci proti sovětským partyzánům za účelem ochrany hlavní komunikace mezi Vitebskem a Něvelem. Cílem byla likvidace sovětských partyzánů překvapivým úderem.

## Nasazené síly

### Německé okupační síly a spolupracující útvary
Do operace byly zařazeny následující jednotky:
- 12. tanková divize wehrmachtu (německy 12. Panzer-Division), velitel Walter Wessel,
- 2. prapor 406. pluku 201. ochranné divize (německy 201. Sicherungs-Division),
- pomocná policie z místních posádek,
- SD zpravodajská podpora.

Obvyklý početní stav německé tankové divize se pohybuje mezi 10 000 – 12 000 vojáky, ale v průběhu roku 1942 německá 12. tanková divize utrpěla značné ztráty v bojích na východní frontě. Skutečný počet nasazených vojáků dostupné prameny neuvádí.

### Sovětské síly
Operací byly zasaženy následující identifikované partyzánské brigády:
- 3. běloruská partyzánská brigáda, velitel Arkadij Jakovlevič Marčenko (rusky Аркадий Яковлевич Марченко, velel červen 1942 – listopad 1943), 1 126 osob,[3][pozn. 1]
- 4. běloruská partyzánská brigáda, velitel Noj Jelisjejevič Falaljejev (rusky Ной Елисеевич Фалалеев, velel říjen 1942 – září 1943), asi 400 osob.[4]

Skutečný početní stav partyzánských brigád je v této době pouze odhadován. Přesná evidence byla provedena až po zařazení partyzánského útvaru do sestavy Rudé armády.

## Průběh operace
Operace byla zahájena dne 11. listopadu 1942, kdy nasazené jednotky začaly obkličovat 4. běloruskou partyzánskou brigádu. Tankové jednotky vyrazily dne 11. listopadu 1942 z města Něvel, vesnice Turičino (rusky Туричино) v okolí železniční trati Něvel – Polock a ze železniční stanice Byčicha (rusky Бычиха) na trati Vitebsk – Něvel. Provedly odminování přístupových tras a likvidaci opevněných postavení 4. běloruské partyzánské brigády. Večer 11. listopadu 1942 dosáhly jednotky linii partyzánské obrany.
Partyzáni se při manévrování v zalesněných a bažinatých oblastech vyhýbali otevřeným střetům s obkličujícími jednotkami. Využívali obtížný terén k úniku z obklíčení a v případě nebezpečí se stáhli do lesních oblastí, kde se tanková armáda nemohla dobře pohybovat. Německé jednotky poté, co se jim nezdařilo dosáhnout zamýšlených cílů, se soustředily na ničení vesnic a konfiskaci majetku.
Po ukončení likvidace vesnic se dne 14. listopadu 1942 stáhly na výchozí pozice.

## Výsledky operace
Podle německého hodnocení na operaci bylo vyhrazeno příliš málo času, a proto nedosáhla žádného významného úspěchu.
12. tanková divize hlásila 132 zabitých partyzánů, vlastní ztráty 4 vojáci a 25 zraněných. Kromě toho bylo zastřeleno 1 200 osob za podezření ze spolupráce s partyzány a 87 osob ve věku od 16 do 50 let bylo deportováno. Mezi ukořistěnými zbraněmi bylo 32 pušek, 1 lehký a 3 těžké kulomety, 3 děla, 2 protiletadlová děla, 2 protitanková děla a 4 granátomety. Rozdíl mezi počtem údajně zabitých partyzánů a množstvím u nich nalezených zbraní naznačuje, že mnozí ze zabitých v boji nebyli partyzáni, ale byli ve skutečnosti civilisté.
Bylo zničeno 58  vesnic. Vesnice Achramějevo (rusky Ахрамеево), Ustě (rusky Устье), Gumničino (rusky Гумничино), Petračicha (rusky Петрачиха), Podranda (rusky Подранда), Rydicha (rusky Рудиха) a Janovo (rusky Яново) už nikdy nebyly obnoveny. Z oblasti byl vyvezen dobytek a jídlo. Jako kořist bylo hlášeno 590 kusů dobytka, 510 ovcí, 37 prasat a 123 koní. Další zabavené komodity zahrnovaly 8 tun obilí, 25 tun brambor a 0,5 tuny krmného hrachu.
| „                                                                                             | Na konci operace bylo téměř nemožné najít dobytek a jídlo, protože zdejší vesnice byly téměř úplně zničeny operací Opičí klec, kterou provedla 12. tanková divize. | “ |
| — Zpráva o trestné operaci Zimní les, velitel 286. ochranné divize generálmajor J. G. Richert | |   |

Operace nedosáhla ani snížení schopnosti partyzánských brigát operovat v území. Už v prosinci 1942 provedla 4. běloruská partyzánská brigáda přepad posádky v městečku Kaměnka (rusky Каменка) a zlikvidovala ji. Navzdory provedené operaci vznikla Suražská partyzánská zóna, proti které byla vedena operace Kulový blesk. Zajatí vojáci 12. tankové divize, kteří se zúčastnili operace, byli v roce 1945 v SSSR odsouzeni na 25 let nucených prací.